# Alvéolo pulmonar
Los alvéolos pulmonares son pequeñas estructuras con forma de bolsa llenas de aire. Se encuentran al final de las vías aéreas más pequeñas de los pulmones, los bronquiolos. Cada alveolo mide 200 micras de diámetro y está delimitado por una pared formada por células muy delgadas que reciben el nombre de neumocitos. A través de la pared de los alvéolos tiene lugar el intercambio gaseoso entre el aire inspirado y la sangre. Los dos pulmones de un humano adulto cuentan con más de 500 millones de alvéolos, si se estirasen completamente ocuparían una superficie de 80 metros cuadrados.

## Descripción

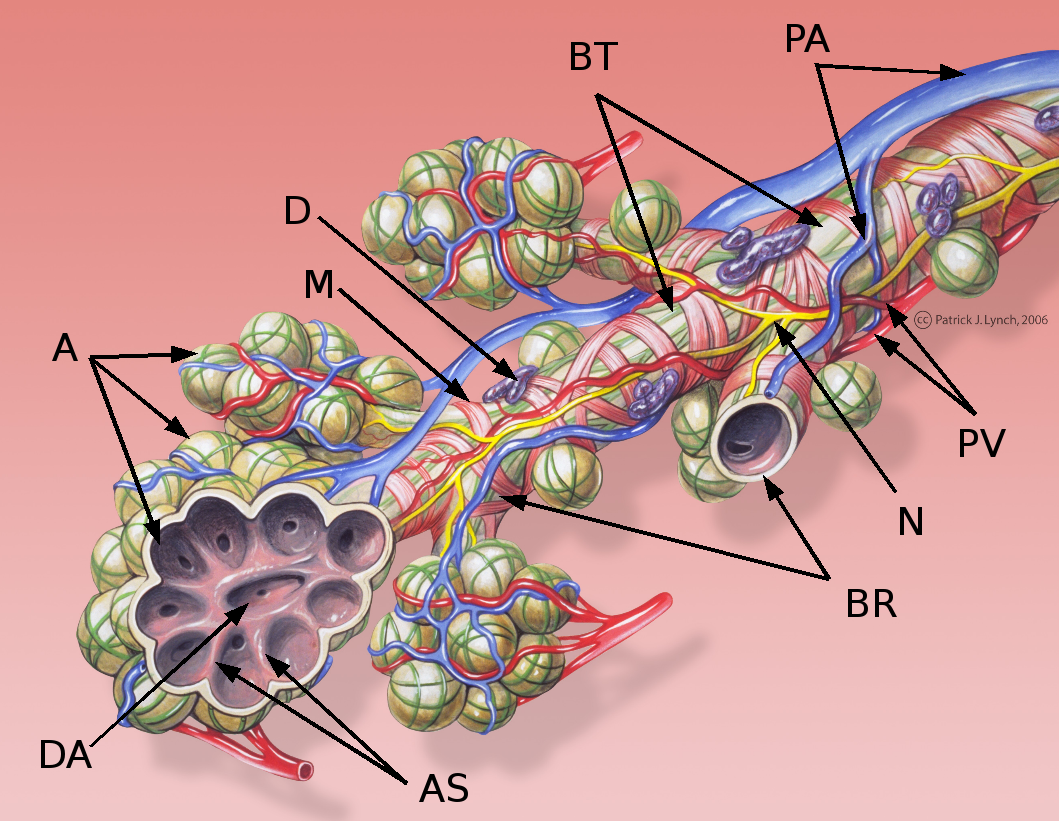
A. Alvéolos pulmonares.
AS. Tabique interalveolar.
DA. Ductus alveolaris (conducto alveolar).
M. Músculo.
D. Glándula mucosa.
BR. Bronquiolo respiratorio.
N. Nervio.
PA. Rama de la arteria pulmonar.
PV. Rama de la vena pulmonar.
BT. Bronquiolo terminal

Los alvéolos son estructuras microscópicas con forma de saco rodeadas por paredes celulares muy finas.

A través de la pared alveolar se produce el intercambio de gases entre la sangre y el aire inspirado, de tal forma que el dióxido de carbono (CO2) deja la sangre y se expulsa al exterior y el oxígeno (O2) entra en la sangre para ser transportado a los diferentes tejidos de todo el cuerpo.
El aire inspirado llega a los pulmones a través de los bronquios, estos se subdividen en conductos cada vez más pequeños que finalmente dan origen a los bronquiolos respiratorios, cada uno de los cuales se ramifica en varios conductos alveolares. De los conductos alveolares parten diversas estructuras redondeadas con forma de divertículo que se llaman alveolos; a través de su pared se realiza el intercambio de gases entre la sangre de los vasos capilares y el aire inspirado. En algunos alvéolos existen poros que comunica con la luz del alvéolo adyacente, llamados poros de Kohn. Cada alvéolo se encuentra separado de los próximos por los tabiques interalveolares, que contienen fibras elásticas y de colágeno.

### Células alveolares

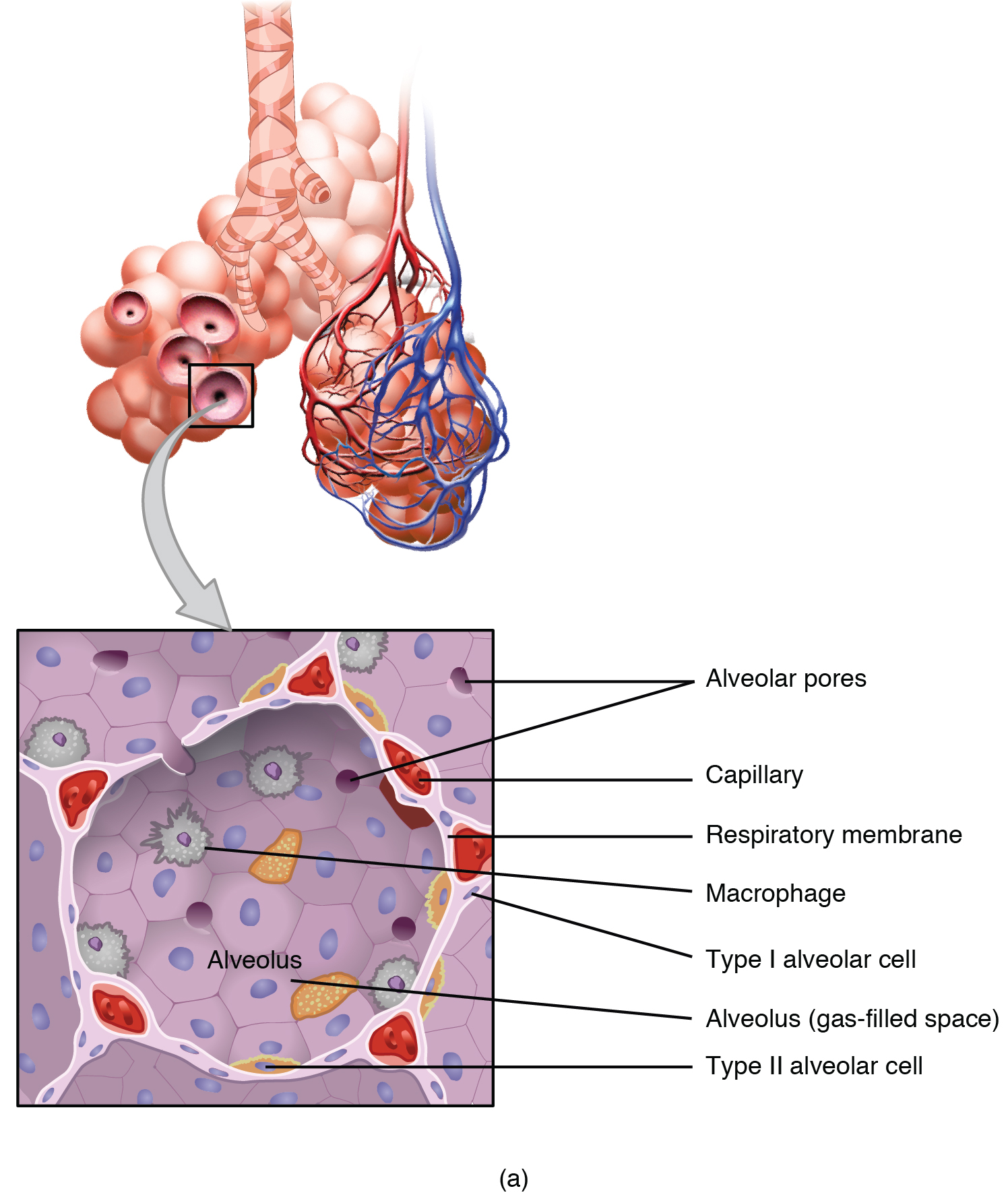
Alvéolo en 3D

La pared del alveolo está formada por células llamadas neumocitos, que pueden ser de dos tipos: I y II. En el espacio intraalveolar existen también macrófagos que fagocitan las partículas nocivas que penetran a través de las vías respiratorias.
- Neumocitos tipo I: Las células alveolares tipo I (AEI en inglés) ocupan el 95 % de la superficie del alvéolo. Son células planas que constituyen un epitelio plano monoestratificado muy delgado. El núcleo de la célula realiza protrusión hacia la luz alveolar. Contiene pocos orgánulos y se une mediante uniones estrechas con los neumocitos vecinos.
- Neumocitos tipo II: Las células alveolares tipo II (AEII en inglés) son células cúbicas con microvellosidades apicales, abundante retículo endoplasmático rugoso y aparato de Golgi. Ocupan únicamente el 5% de la superficie del alveolo. No intervienen en el intercambio gaseoso, sino que facilitan la distensión y la recuperación del tamaño de los alvéolos mediante la síntesis y secreción del surfactante pulmonar, un agente tensoactivo que reduce la tensión superficial.  El surfactante se encuentra dentro del citoplasma en los cuerpos lamelares y se secreta por exocitosis a la luz del alvéolo, donde forma una película líquida que cubre la superficie del epitelio.[3]
- Macrófagos. Pueden encontrarse en el interior de los alvéolos (macrófagos alveolares) o en el intersticio. Los macrófagos capturan y fagocitan partículas que llegan accidentalmente al interior del alveolo, por ejemplo polvo, polen, bacterias o residuos de alquitrán proveniente del humo y detritos del propio alvéolo.[4]

Los fumadores presentan mayor número de macrófagos que los no fumadores, ya que son un método de defensa del organismo para intentar eliminar algunas de las sustancias tóxicas que contiene el humo del tabaco.

### Barrera alvéolo-capilar
A través de la pared que delimita el alvéolo se produce el intercambio gaseoso. Dicha barrera alvéolo-capilar tiene un grosor de 0.5 μm y está formada por las siguientes estructuras:
1. Surfactante pulmonar, en la superficie alveolar.
2. Neumocitos tipo I, del epitelio alveolar.
3. Lámina basal del neumocito.
4. Lámina basal del endotelio capilar, en muchas ocasiones fusionada con la lámina basal del neumocito.
5. Célula endotelial de la pared capilar.

### Espacio intersticial
El espacio intersticial se encuentra entre la membrana basal de los neumocitos y la membrana basal del endotelio de los capilares sanguíneos, formando los tabiques interalveolares. Está formado por tejido conjuntivo y contiene diferentes tipos de células, entre ellas macrófagos y fibroblastos, disponiendo de una matriz formada por fibras de colágeno y fibras elásticas.